# Виткевич, Станислав (живописец)
Станислав Виткевич (пол. Stanisław Witkiewicz; 21 мая 1851 — 5 сентября 1915) — польский художник, архитектор, писатель

 и теоретик искусства, создатель и пропагандист закопанского стиля, отец Станислава Игнация Виткевича.

## Биография

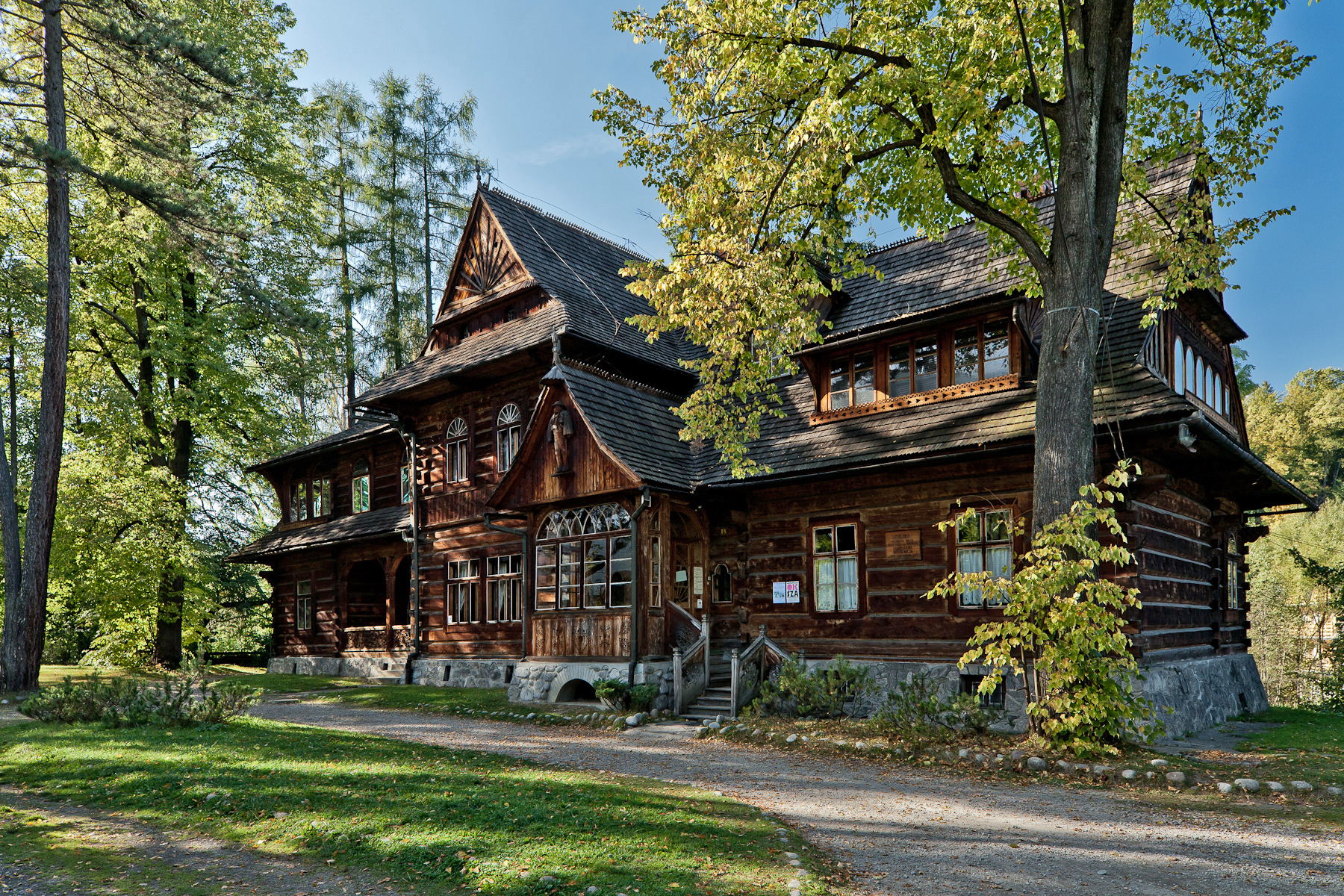
Вилла Колиба

Станислав Виткевич родился в Литве, в местечке Пашяуше, в 1851 году в семье польских патриотов. Члены этой семьи принимали участие в подготовке Январского восстания (1863—1864), что и стало причиной ссылки его родителей вместе со старшей дочерью в Сибирь. Мать Виткевича удалось добиться разрешения не разделять семью, и 12-летний Станислав и его младшая сестра отправились с родителями в Томск.

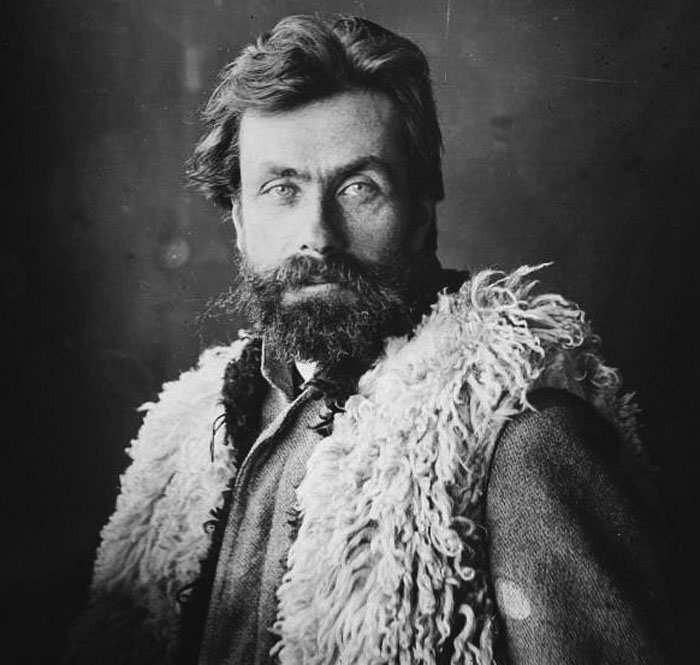
Фото Станислава Виткевича, 1890-е(?).

В 1868 году Виткевич покидает Сибирь и начинает заботиться о помиловании и освобождении родителей и старшей сестры. Отец Станислава Виткевича не дожил до этого дня, умер в пути, на корабле, но остальной семье удалось вернуться. Станислав начинает учебу в Петербурге, в Академии искусств на факультете живописи (1869—1871). Живописью его заинтересовал один из ссыльных в Томске, который занимался с ним рисованием. Потом он уезжает в Варшаву, затем в Мюнхен, где учится в Мюнхенской Академии художеств (1872—1875). После Виткевич возвращается в Варшаву и там открывает в себе необычный талант художественного критика.
В 1886 году Виткевич оказался в Татрах, точнее в Закопане: он был очарован народной архитектурой Подгале. Виткевич решил, что именно закопанская архитектура может послужить основой для развития новой волны национального зодчества. Так родился «Закопанский стиль»: сочетание принципов городского строительства с фольклорными региональными мотивами.
В 1892—1894 годах Станислав Виткевич спроектировал для помещика из Киевской губернии Зыгмунта Гнатовского виллу Колиба, которая считается первой постройкой в закопанском стиле. Наивысшим достижением Виткевича была признана вилла «Под елями», возведенная в 1896—1897 годах для Яна Павликовского, учёного и общественно-политического деятеля.
Виткевич разрабатывал в 1895 году новые элементы строя для приходской церкви в Закопане, а в 1898 году была построена часовня Пресвятого Сердца Иисуса.
Сам Виткевич всю жизнь считал себя живописцем, он проявил себя, скорее, как выдающийся критик, а после 1880 года также как архитектор, создатель теперь уже знаменитого закопанского стиля.
В результате обострения болезни Виткевич провел последние семь лет жизни в Ловране на Адриатике. Умер в Ловране в 1915 году. Похоронен на кладбище заслуженных в Закопане.